# Tertia (scenartist)
Tertia, född okänt år, död under första århundradet f.Kr., var antik romersk skådespelerska och dansös. 
Tertia var född på Sicilien som dotter till dansaren-skådespelaren Isidorus. Hon blev älskarinna till den romerska guvernören Verres, efter att han tillträdde posten år 74 f.Kr.  Verres öppna förhållande med Tertia väckte skandal, eftersom scenartister under denna tid hade mycket låg status, och det ansågs chockerande att han visade sig öppet med henne och tillät henne att agera värdinna och vara närvarande när han som guvernör träffade den lokala aristokratin. Han arrangerade sedan dessutom ett äktenskap mellan henne och en av sina klienter. Förhållandet togs upp av Cicero som en försvårande omständighet i korruptionsfallet mot Verres. 